# Christian Schilling (Fußballspieler, 1981)
Christian Schilling (* 11. August 1981 in Wien) ist ein ehemaliger österreichischer Fußballspieler.

## Vereinskarriere
Schilling begann seine Karriere in der Jugend des SC Siebenhirten, wo er im Alter von zehn Jahren von einem Scout des VfB Admira Wacker Mödling entdeckt und verpflichtet wurde. 
In Folge absolvierte er alle Jugendauswahlmannschaften im Leistungszentrum Südstadt, ehe er in der Spielzeit 2001/02 unter Trainer Hans Krankl in der Bundesliga debütierte. In einem Katastrophenjahr für die Admira, die mit lediglich 15 Punkten sang- und klanglos als Tabellenletzter abstieg, kam er als ambitioniertes Eigengewächs auf acht Ligaeinsätze ohne Torerfolg, ehe er nach dem Rücktritt von Krankl unter dessen Nachfolger Walter Knaller und Johann Krejcirik nicht mehr für die Profimannschaft berücksichtigt wurde. 
2003 wechselte er daraufhin zu Gunsten seiner Berufsausbildung in die Regionalliga Ost zu SKN St. Pölten. In St. Pölten avancierte er daraufhin auf Anhieb zum unangefochtenen Stammspieler und absolvierte drei starke Spielzeiten im Spitzenfeld der Liga. Nach dem Abschluss seiner Lehre zum Touristikfachmann nahm er in Folge ein Angebot des deutschen Viertligisten SV Waldhof Mannheim an, dessen Trainer Steffen Menze ihn zuvor aufgrund seiner starken Leistungen in St. Pölten entdeckt hatte.
In Mannheim, welches einen erheblichen finanziellen Aufwand auf sich nahm, um wieder in den Profifußball zurückzukehren, erlangte er abermals auf Anhieb den Status des Stammspielers, absolvierte zwei starke Spielzeiten ohne jedoch den avisierten Aufstieg mit dem Traditionsverein zu schaffen. Nach der Qualifikation für die „Neue Regionalliga“ zur Spielzeit 2007/08 musste der Verein finanziell drastisch abspecken, woraufhin sein Vertrag nicht mehr verlängert wurde. 
In Folge wechselte er wieder zurück in die österreichische Regionalliga Ost zum von Dominik Thalhammer betreuten FAC Team für Wien. Nach dem Abgang von Thalhammer und der Installierung von Andreas Ogris als neuen Cheftrainer, wechselte er nach nur einem halben Jahr bei den Floridsdorfern im Januar 2009 erstmals in die 1. Niederösterreichische Landesliga zum FC Mistelbach.
In Mistelbach folgte er dem Ruf von Markus Kernal, der ihn bereits während seiner Tätigkeit als sportlicher Leiter nach St. Pölten geholt hatte und nun als Trainer der Weinviertler tätig war. In Mistelbach präsentierte sich Schilling in Folge unterfordert und spielte eine überragende Rückrunde. Nachdem es die Mannschaft vom Tabellenende ins Mittelfeld der Liga geschafft hatte, verließ Kernal den Verein und heuerte als sportlicher Leiter des Wiener Traditionsverein 1. Simmeringer SC an. 
Schilling, den man in Mistelbach halten wollte, holte Kernal daraufhin abermals zum gerade in die Wiener Stadtliga aufgestiegenen Verein. In Simmering spielte er unter Trainer Karl Brauneder und an der Seite der früheren österreichischen Nationalspieler Alen Orman und Marcus Pürk abermals eine starke Saison als Antreiber im Mittelfeld und verpasste mit Tabellenplatz drei knapp den Aufstieg in die Regionalliga Ost. 
Zur Spielzeit 2010/11 folgte er daraufhin zum dritten Mal in Folge dem inzwischen zum Trainer von ASC Götzendorf bestellten Kernal in die 1. NÖ-Landesliga. Götzendorf, nach vielen Abgängen eher als Abstiegskandidat gehandelt, absolvierte daraufhin eine starke Hinrunde und krönte sich überraschend zum Herbstmeister. Schilling wurde in die Mannschaft des Herbstdurchgangs nominiert. Am Ende der Spielzeit verpasste man mit Tabellenrang drei hinter Meister SKU Amstetten und dem SC Retz jedoch deutlich den Aufstieg. 